# Emilio Chiocchetti
Emilio Chiocchetti (Moena, 20 settembre 1880 – Moena, 27 luglio 1951) è stato un filosofo e francescano italiano.

## Biografia
Nato a Moena, in Val di Fassa, vestì l'abito francescano nel 1896 e l'anno successivo concluse gli studi secondari a Rovereto. Durante il corso di teologia si appassionò agli studi biblici, anche se non gli venne concessa la possibilità di approfondirli presso l'Istituto biblico francescano di Gerusalemme e la Facoltà teologica di Vienna. Nel 1903 venne ordinato sacerdote.
Fino al 1908 studiò filosofia a Roma presso il Collegio internazionale di San Antonio. Tornò quindi a Rovereto per insegnare filosofia presso il liceo interno all'Ordine dei Minori e iniziò un'assidua collaborazione, su invito del padre Agostino Gemelli, alla Rivista di filosofia neoscolastica fin dalla sua fondazione (1909).
Tra il 1908 e il 1909 progettò uno studio sistematico sulla filosofia di Henri Bergson, interrompendolo definitivamente nel 1910 per approfondire ulteriormente la sua preparazione filosofica a Lovanio, centro degli studi neoscolastici. Subito dopo si recò in Germania, a Fulda, per ascoltare Konstantin Gutberlet, e successivamente a Vienna, dove frequentò come uditore le lezioni di psicologia di Wilhelm Wundt. Tornato all'insegnamento a Rovereto nel 1912, succedette a Simone Weber alla direzione della Rivista tridentina.